# Aesopus eurytoides
Aesopus eurytoides is een slakkensoort uit de familie van de Columbellidae. De wetenschappelijke naam van de soort is voor het eerst geldig gepubliceerd in 1864 door Carpenter.